# Madison Bumgarner

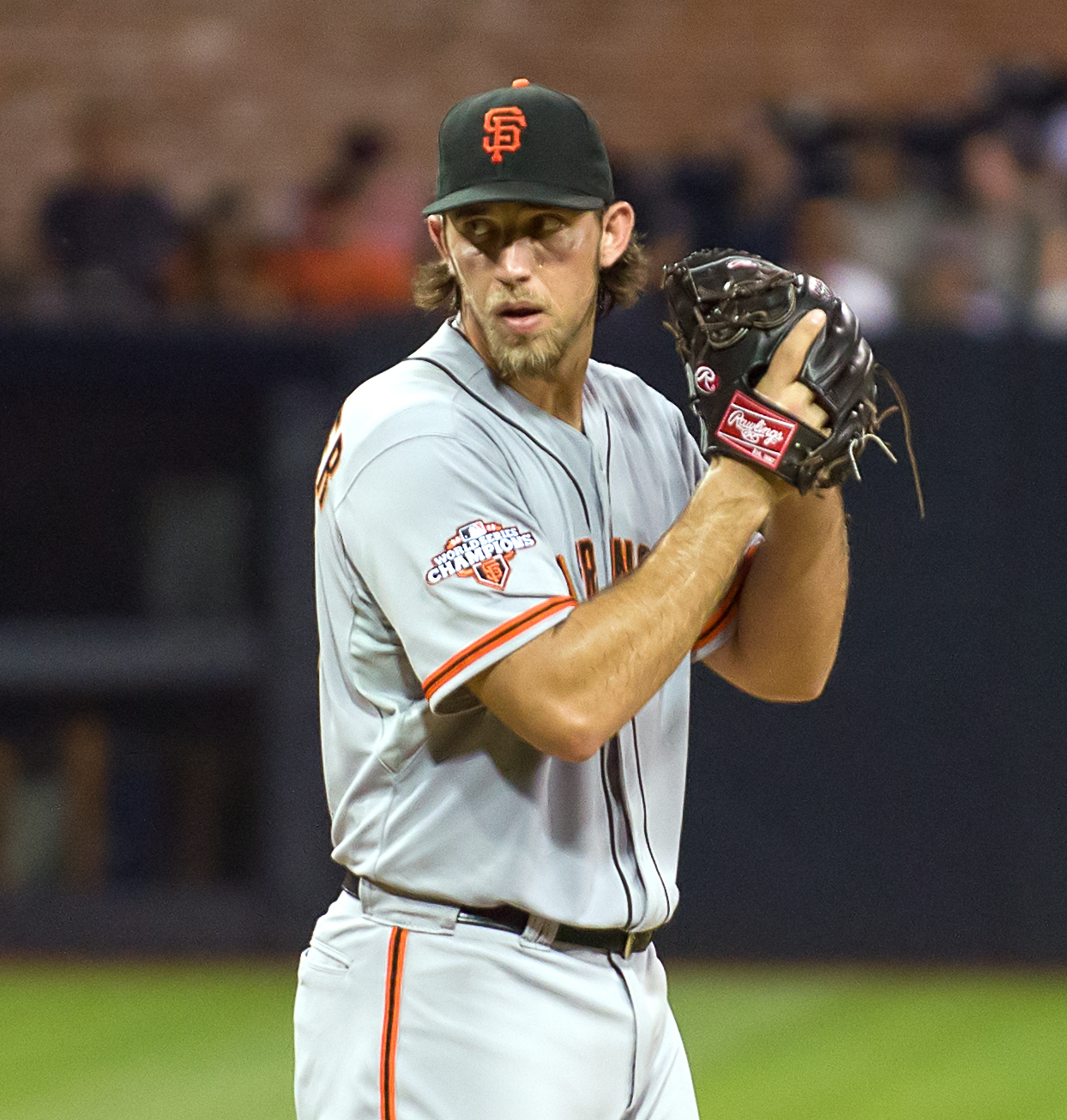
Madison Bumgarner, 2013.

Madison Kyle Bumgarner, född 1 augusti 1989 i Hickory i North Carolina, är en amerikansk professionell basebollspelare som spelar som pitcher för Arizona Diamondbacks i Major League Baseball (MLB). Han har tidigare spelat för San Francisco Giants.
Bumgarner draftades av San Francisco Giants i 2007 års MLB-draft.
Han har vunnit bland annat tre World Series och två Silver Slugger Awards.